# Aphrophora exoleta
Aphrophora exoleta är en insektsart som beskrevs av Géza Horváth 1901. Aphrophora exoleta ingår i släktet Aphrophora och familjen spottstritar. Inga underarter finns listade i Catalogue of Life.